# Francisco Novella (Castielfabib)
Francisco Novella, nació en la villa de Castielfabib, en la comarca del Rincón (provincia de Valencia) en el año 1581, y falleció en la ciudad de Valencia en el año 1645. 
Fue catedrático de retórica en la Universidad de Valencia, desde el 2 de junio de 1615 hasta su muerte en el año 1645.
Publicó un manual de retórica en 1621 y una segunda edición del mismo en 1641.